# Дик, Юрий Иванович
Юрий Иванович Дик (16 августа 1945 года — 29 декабря 2003 года) — советский и российский учёный-педагог, академик РАО (2001).

## Биография
Родился 16 августа 1945 года.
В 1966 году — окончил физический факультет Кемеровского государственного педагогического института, и был оставлен ассистентом кафедры физики.
С 1969 года — учитель физики экспериментальной школы АПН СССР в Горках Ленинских Московской области
С 1969 года — работает в НИИ содержания и методов обучения АПН СССР: научный сотрудник, позднее — заведующий лабораторией обучения физике (возглавлял её 13 лет), заместитель директора.
С 1997 по 2003 годы — директор Института общего среднего образования Российской Академии образования, член Президиума РАО и Федеральной экспертной комиссии Минобразования Российской Федерации.
В 1996 году — защитил докторскую диссертацию, в 1998 году — присвоено учёное звание профессора.
В 1999 году — избран членом-корреспондентом, в 2001 году — академиком РАО.
Юрий Иванович Дик умер 29 декабря 2003 года.

## Научная деятельность
Методист по физике, автор и соавтор концепций, учебных программ, учебников, словарей и других книг для учащихся.
Организатор научных исследований отечественной педагогики, связанных с концепцией будущей 12-летней школы, один из руководителей проекта Государственного стандарта общего среднего образования.
Автор и соавтор около 180 педагогических работ, соредактор сборников научных трудов, посвященных актуальным вопросам обновления российской школы, а также по методике преподавания физики в школе:
- «Профильное обучение в условиях модернизации школьного образования» (2003);
- «Ученик в обновляющейся школе» (2002);
- «Школьные перемены. Научные подходы к обновлению общего среднего образования» (2001), «На пути к 12-летней школе» (2000), «12-летняя школа. Проблемы и перспективы развития общего среднего образования» (1999), «Школа 2000. Концепции, методики, эксперимент» (1999), «Российская общеобразовательная школа: Базисный план и концептуальные подходы к стандартам 12-летней школы» (1998);
- «Основы физики» (3 кн., 4-е издание, 2000);
- «Методика преподавания физики. 8-11» (4 книги, в том числе для углубленного изучения физики (1986—1990));
- учебник физики и методические пособия по преподаванию физики в техникумах (3 кн., 1986—2002);
- «Дидактические материалы по физике: контрольные работы, практикумы, тестовые задания» (4 кн., несколько изданий, 1982—1993);
- «Учебники по физике» для 5-6, 7-9 и 10-11 классов (1993—2002);
- «Физический словарь школьника. 7-11» (2-е изд., 1998);
- при его участии подготовлена и издана юбилейная книга «Институт общего среднего образования. К 60-летию Российской академии образования и 80-летию Института» (2002).

Член редколлегий по физике и астрономии издательства «Просвещение» и журнала «Физика в школе».
Под его руководством подготовлено и защищено 12 кандидатских и одна докторская диссертация.

## Награды
- Юбилейная медаль «50 лет Победы в Великой Отечественной войне 1941—1945 гг.» (1995)
- Значок «Отличник народного просвещения» (1993)
- Медаль «В память 850-летия Москвы» (1997)